# Monte Montona
Monte Montona är ett berg i Kap Verde.   Det ligger i kommunen Concelho de São Vicente, i den nordvästra delen av landet, 270 km nordväst om huvudstaden Praia. Toppen på Monte Montona är 64 meter över havet. Monte Montona ligger på ön São Vicente.
Terrängen runt Monte Montona är lite kuperad. Havet är nära Monte Montona åt nordväst. Närmaste större samhälle är Mindelo, 7,2 km nordost om Monte Montona. 